# Moiseev (cràter)

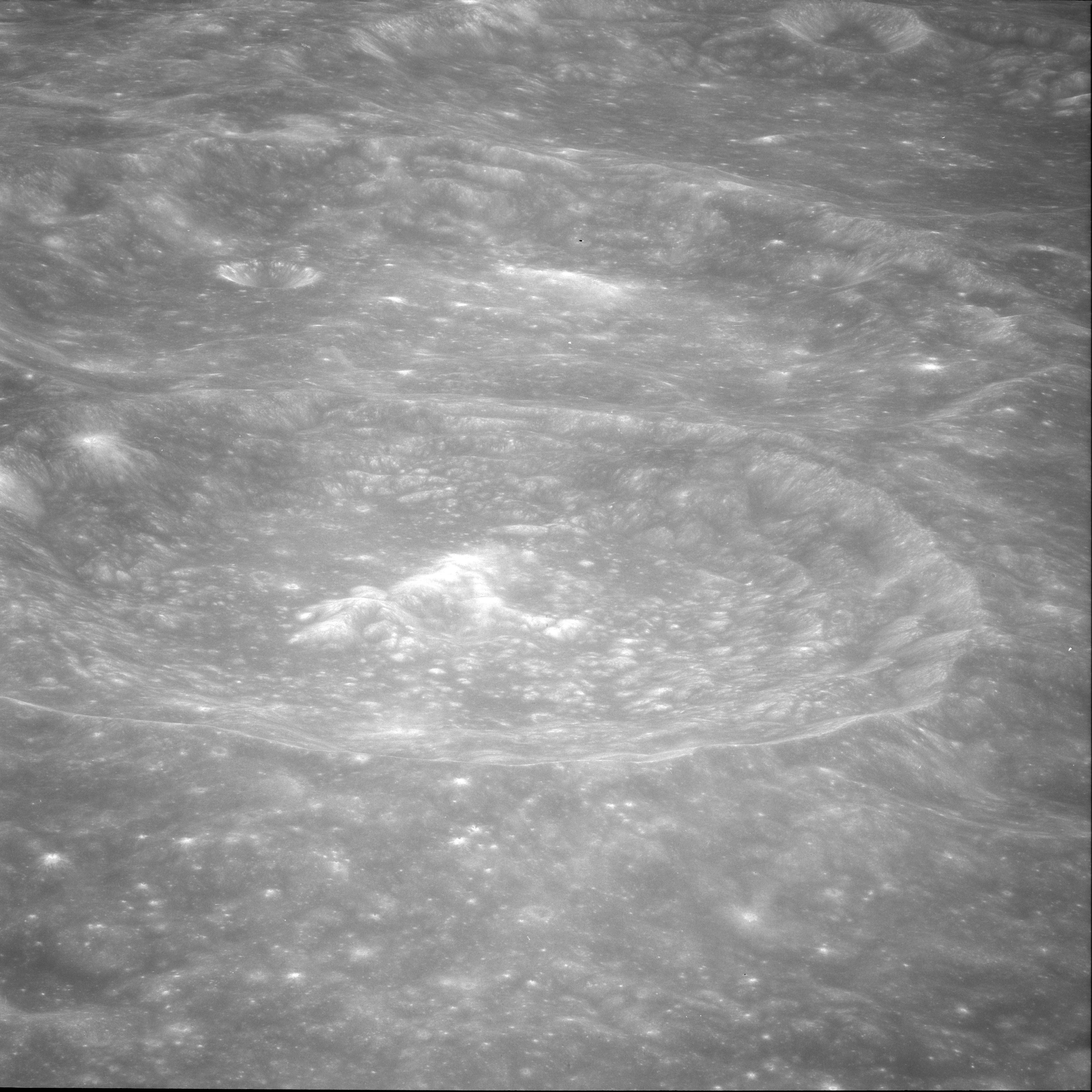
Fotografia de la missió Apol·lo 11

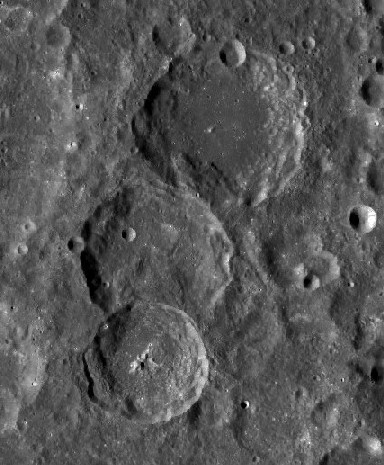
Fotografia de la missió Lunar Reconnaissance Orbiter

Moiseev és un cràter d'impacte pertanyent a la cara oculta de la Lluna. Es troba al sud-sud-oest del cràter lleugerament més gran Hertz, i al nord de Saenger. Al sud-est es troba el cràter irregular Al-Khwarizmi.

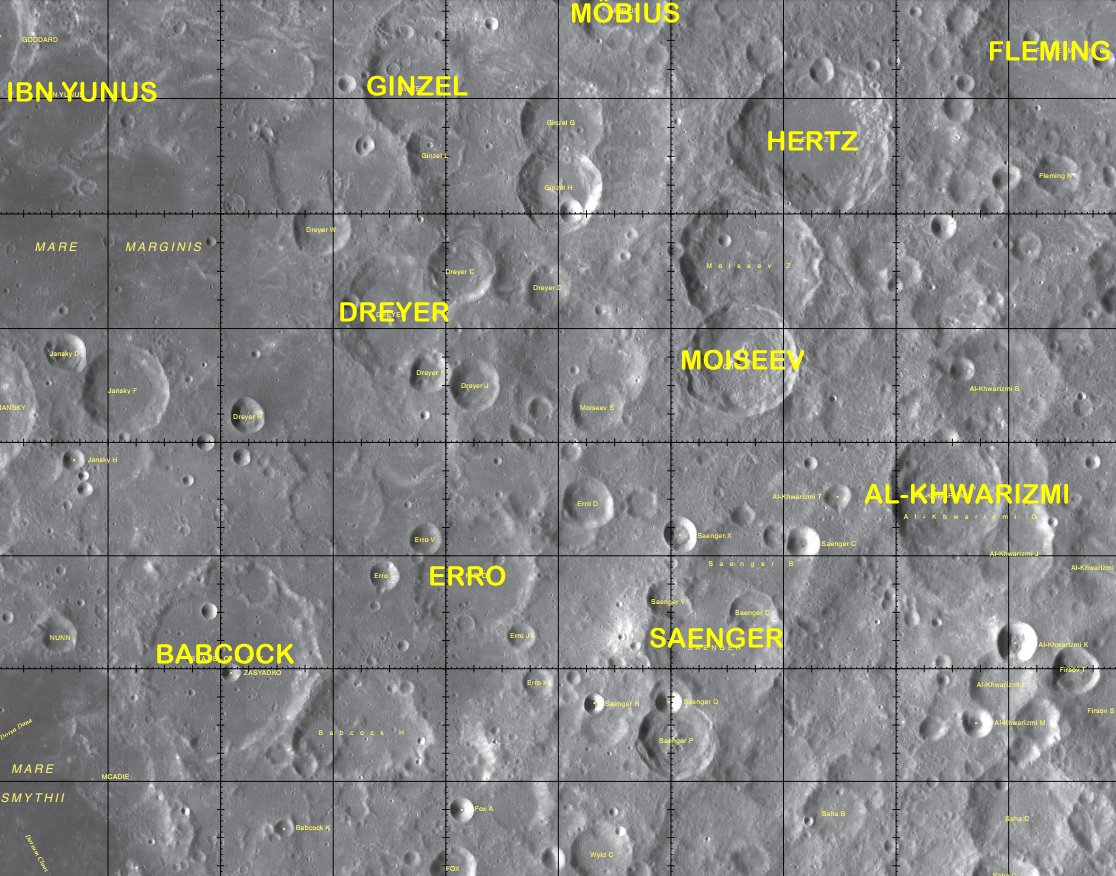
Localització de Moiseev (centre-dreta de la fotografia)

Moiseev supera la vora sud del cràter satèl·lit Moiseev Z, de major diàmetre que el propi cràter principal. No apareix significativament desgastat, i està marcat només per uns diminuts cràters a l'interior. La vora és generalment circular, però té una inflor exterior i una paret interior més ampla a l'oest-sud-oest. Presenta algunes estructures terraplenades al voltant de la paret interior de l'est, mentre que la paret interna occidental té més d'un sector desprès. En el punt central de l'interior aplanat inclou una formació de pujols baixos que formen el complex central de pics del cràter.
Abans de ser nomenat en 1970 per la UAI, Moiseev era conegut com a "Cràter 198", i Moiseev Z era conegut com a "Cràter 197".

## Cràters satèl·lit
Per convenció aquests elements són identificats en els mapes lunars posant la lletra en el costat del punt central del cràter que està més proper a Moiseev.
|         | \| Moiseev \| Coordenades \| Diàmetre \| \| ------- \| -------------------------------------- \| -------- \| \| S \| 8° 42′ N, 100° 42′ E / 8.7°N,100.7°E \| 29 km \| \| Z \| 11° 12′ N, 103° 24′ E / 11.2°N,103.4°E \| 80 km \| |          |
| Moiseev | Coordenades | Diàmetre |
| S       | 8° 42′ N, 100° 42′ E / 8.7°N,100.7°E | 29 km    |
| Z       | 11° 12′ N, 103° 24′ E / 11.2°N,103.4°E | 80 km    |

### Altres referències
- (WGPSN), IAU Working Group for Planetary System Nomenclature. «Gazetteer of Planetary Nomenclature. 1:1 Million-Scale Maps of the Moon» (en anglès).  UAI / USGS, 13-02-2013. [Consulta: 6 abril 2016].
- Andersson, L. E.; Whitaker, E. A.,. NASA Catalogue of Lunar Nomenclature (en anglès).  NASA RP-1097, 1982.
- Blue, Jennifer. «Gazetteer of Planetary Nomenclature» (en anglès).  USGS, 25-07-2007. [Consulta: 2 gener 2012].
- Bussey, B.; Spudis, P.. The Clementine Atlas of the Moon (en anglès).  Nueva York: Cambridge University Press, 2004. ISBN 0-521-81528-2.
- Cocks, Elijah E.; Cocks, Josiah C.. Who's Who on the Moon: A Biographical Dictionary of Lunar Nomenclature (en anglès).  Tudor Publishers, 1995. ISBN 0-936389-27-3.
- McDowell, Jonathan. «Lunar Nomenclature» (en anglès).   Jonathan's Space Report, 15-07-2007. [Consulta: 2 gener 2012].
- Menzel, D. H.; Minnaert, M.; Levin, B.; Dollfus, A.; Bell, B. «Report on Lunar Nomenclature by The Working Group of Commission 17 of the IAU» (en anglès). Space Science Reviews, 12, 1971, pàg. 136.
- Moore, Patrick. On the Moon (en anglès).  Sterling Publishing Co, 2001. ISBN 0-304-35469-4.
- Price, Fred W. The Moon Observer's Handbook (en anglès).  Cambridge University Press, 1988. ISBN 0521335000.
- Rükl, Antonín. Atlas of the Moon (en anglès).  Kalmbach Books, 1990. ISBN 0-913135-17-8.
- Webb, Rev. T. W.. Celestial Objects for Common Telescopes, 6ª edición revisada (en anglès).  Dover, 1962. ISBN 0-486-20917-2.
- Whitaker, Ewen A. Mapping and Naming the Moon (en anglès).  Cambridge University Press, 2003. 978-0-521-54414-6.
- Wlasuk, Peter T. Observing the Moon (en anglès).  Springer, 2000. ISBN 1-85233-193-3.